# Розанов, Анатолий Николаевич
Анатолий Николаевич Розанов (16.8.1894, Рязань — 21.9.1943, Бежица, ныне Бежицкий район Брянска) — советский военачальник, генерал-майор (1940), участник Первой мировой, Гражданской и Второй мировой войн.

## Биография
Русский. Поступил на службу в Русскую императорскую армию в сентябре 1911 года, в 1912 году окончил учебную команду 137-го пехотного Нежинского полка и поступил в Одесское военное училище, однако в январе 1913 года по собственному желанию вернулся в свой полк и в апреле 1914 года демобилизован.
После объявления мобилизации накануне Первой мировой войны 18 июля 1914 года вернулся на военную службу, участвовал в боевых действиях, был ранен. В декабре 1914 года произведен в прапорщики, с марта 1915 года по декабрь 1918 года находился в плену.
В январе 1919 года вернулся на родину, 27 мая 1920 года призван в РККА и назначен в 1-й Рязанский стрелковый полк: командир взвода, пом. командира и командир роты, командир 1-го батальона. С 5 сентября 1921 года, участвовал в подавлении Антоновского мятежа.
23 августа 1922 года назначен командиром отдельного батальона особого назначения в Москве, в 1924 году окончил курсы в Высшей тактико-стрелковой школе комсостава РККА им. III Коминтерна и назначен командиром 3-го батальона 50-го стрелкового полка 17-й Нижегородской стрелковой дивизии, с 24 ноября исполнял должность пом. командира полка по строевой части. С декабря 1925 года — старший помощник начальника оперативной части штаба 3-го стрелкового корпуса, с мая 1927 года по совместительству являлся начальником разведывательного отделения штаба корпуса. С октября 1927 года командовал 9-м отдельным местным стрелковым батальоном (ст. Арсаки Владимирской области). С декабря 1930 года — помощник командира 144-го стрелкового полка 48-й стрелковой дивизии (Вышний Волочек), с апреля 1931 года — командир этого полка. С марта 1937 года — помощник командира 37-й стрелковой дивизии Белорусского военного округа (Речица), с июля — врид командира дивизии. С декабря 1938 года — помощник командира 16-го, затем 11-го стрелковых корпусов.
В сентябре—ноябре 1939 года в качестве командира мотомеханизированной группы участвовал в походе Красной армии в Западную Белоруссию, с июля 1940 года — комендант Осовецкого УРа Западного Особого военного округа (ОВО). В 1940 году закончил факультет заочного и вечернего обучения Военной академии РККА им. М. В. Фрунзе и в ноябре 1940 года назначен заместителем командира 29-го Литовского территориального стрелкового корпуса 11-й армии Прибалтийского ОВО.
С началом Великой Отечественной войны 29-й стрелковый корпус корпус оказался небоеспособным и начал отступление на восток; массовым было дезертирство литовских военнослужащих.
13 июля 1941 года назначен командиром 214-й стрелковой дивизии 22-й армии Западного фронта, участвовал в Смоленском сражении, сражался за Городок, затем участвовал в обороне Великих Лук. После разгрома 22-й армии в Великолукском сражении в сентябре 1941 года арестован и отдан под суд. До апреля 1942 года находился под следствием. Решением военного трибунала Уральского военного округа от 8 апреля 1942 года был оправдан «за отсутствием в его действиях состава преступления» и освобождён из-под стражи. После освобождения до июля находился на лечении в госпитале.
19 августа 1942 года назначен командиром 253-й стрелковой дивизии, которая была сформирована в Приволжском ВО и с ноября действовала в составе 11-й армии Северо-Западного фронта. В ходе наступления 2 декабря А. Н. Розанов плохо организовал бой дивизии, в результате были понесены большие потери, поставленная задача выполнена не была. 12 декабря 1942 года отстранён от командования и зачислен в распоряжение Военного совета фронта.
В январе 1943 года назначен командиром 228-го стрелкового полка 55-й стрелковой дивизии 11-й армии (с февраля — в составе 27-й армии), с мая 1943 года — зам. начальника штаба 11-й армии по ВПУ. В составе Брянского фронта армия приняла участие в наступательной фазе Курской битвы в Орловской, затем Брянской наступательных операциях. 20 сентября 1943 года генерал-майор А. Н. Розанов был тяжело ранен и 21 сентября от полученных ран скончался в госпитале в г. Бежице (Орджоникидзеграде).

## Награды
- Орден Отечественной войны 1-й степени (6.05.1965, посмертно)
- Медаль «XX лет РККА»